# Ailke Westerhof
Ailke Westerhof (Leens, 27 april 1876 - aldaar, 4 september 1946) was een Nederlandse verpleegster. Als Zuster Westerhof werkte ze voor het Rode Kruis tijdens de Balkanoorlogen en tijdens de Eerste Wereldoorlog en werd hiervoor onderscheiden met de Florence Nightingale-medaille.

## Leven en werk

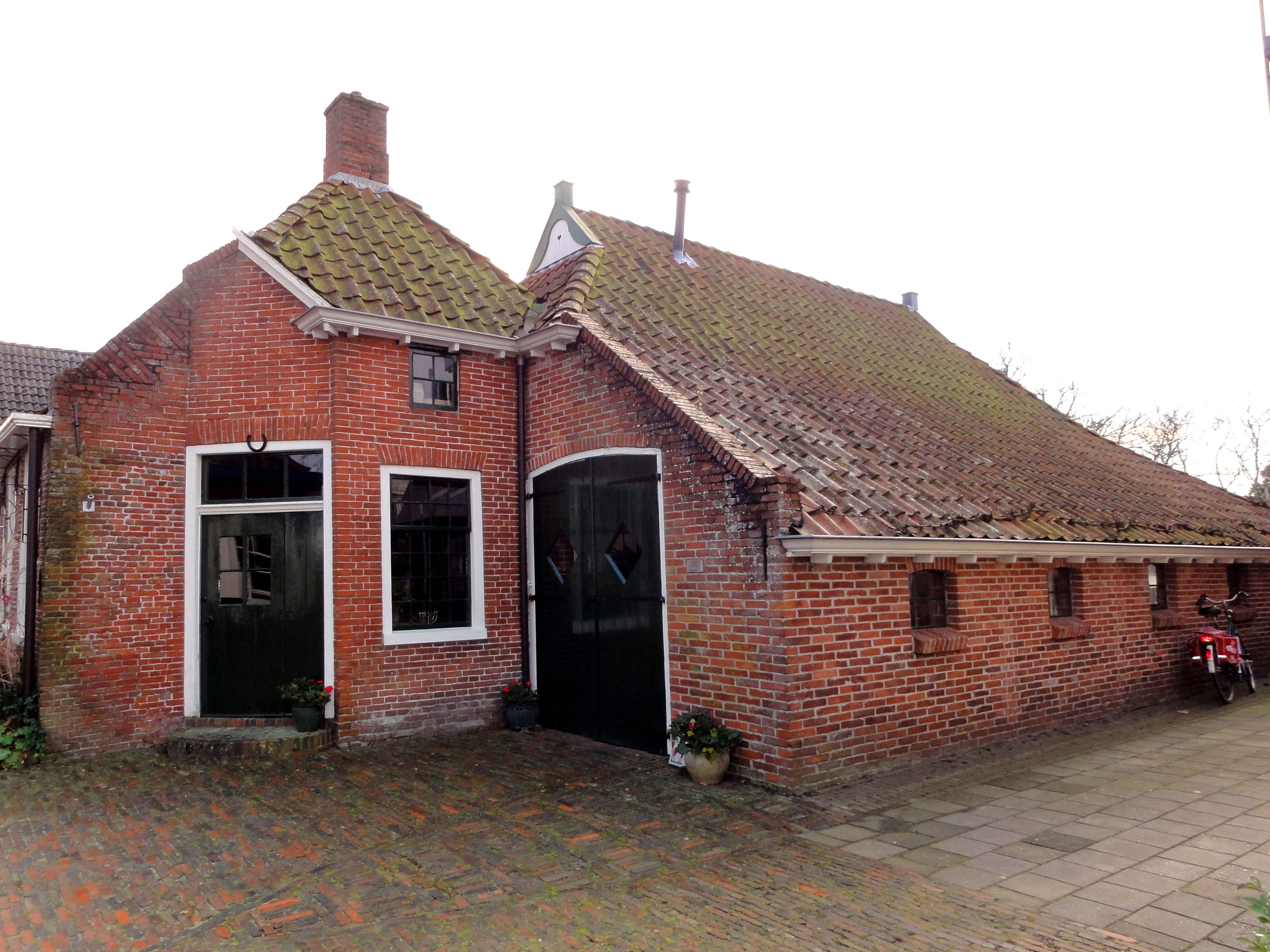
Voormalige smederij, het geboortehuis van Ailke Westerhof in de Zuster A. Westerhofstraat 3 in Leens

Westerhof was een dochter van de grofsmid Ebel Westerhof en van de grofsmidske Itje de Vries. In de periode van 1912 tot 1919 werkte zij als verpleegster tijdens de Balkanoorlogen en tijdens de Eerste Wereldoorlog in Hongarije en in Servië. In de ambulance van dr. Arius van Tienhoven verpleegde ze onder meer vlektyfuspatiënten in het Servische Valjevo en verzorgde in Servië patiënten tijdens bombardementen op steden. Na de oorlogsperiode was zij werkzaam bij de vrijwillige burgerwacht en als docente bij het Rode Kruis in Amsterdam. In 1924 werd zij benoemd tot ridder in de orde van Oranje Nassau. In 1935 kreeg ze de Florence Nightingalemedaille uitgereikt door de toenmalige prinses Juliana. Ook ontving zij voor haar werk in Servië diverse onderscheidingen als het kruis van barmhartigheid en een medaille voor dapperheid. Zij overleed in september 1946 in haar geboorteplaats Leens op 70-jarige leeftijd.
Leens eerde haar door de straat waar ze werd geboren en waar ze overleed naar haar te noemen de Zuster A. Westerhofstraat. Het huis waar ze werd geboren en waar ze is overleden, de grofsmederij van haar vader en broers,  is erkend als een rijksmonument.
Zij was een van de eerste vrouwelijke officieren van de Amsterdamse burgerwacht. Haar portret werd in 1924 geschilderd door de kunstschilder Bart Peizel.